# Adagio (film)
Adagio è un film del 2023 diretto da Stefano Sollima, che chiude la cosiddetta "trilogia della Roma criminale" iniziata con ACAB - All Cops Are Bastards (2012) e proseguita con Suburra (2015).
Il film è stato incluso in concorso per il Leone d'oro al Festival di Venezia del 2023; l'anno seguente, ai David di Donatello, ha ricevuto cinque candidature, vincendo quindi il premio al Miglior compositore, assegnato ai Subsonica.

## Trama
Ventiquattro ore in una Roma falcidiata da incendi e cali di tensione.
Manuel, sedicenne, una sera si infiltra in una festa orgiastica gay, dove alcol e droga girano in notevole quantità: il suo compito è quello di immortalare un ministro lì presente per sfruttamento della prostituzione minorile. Mentre filma il suo obiettivo, però, trova una telecamera nascosta e, sconvolto dall’idea che poco prima sia stato ripreso mentre sniffava cocaina, scappa via.
Chi lo aveva costretto a soddisfare questo incarico è Vasco, maresciallo del ROS corrotto a cui il materiale audiovisivo è stato commissionato da alcune misteriose figure di potere, tramite un broker, in cambio di un’ingente somma di denaro. Di fronte alla fuga del giovane, va su tutte le furie e comincia a dargli la caccia. Manuel si rifugia da “Polniuman”, storico amico del suo padre adottivo “Daytona” e, come quest'ultimo, ex membro della banda della Magliana. L'uomo, ormai divenuto cieco, accetta di aiutare il ragazzo e lo manda da un’altra vecchia conoscenza della criminalità romana, Romeo detto il “Cammello”, recentemente uscito di galera perché gravemente malato. Quest'ultimo, però, caccia via Manuel, preferendo godersi i suoi ultimi giorni di vita con la moglie pur da separato in casa.
Grazie al segnale GPS del cellulare di Manuel, che “Polniuman” ha tenuto con sé, Vasco rintraccia l'abitazione dell'ex gangster e, anziché ascoltare le sue proposte di accordo, lo aggredisce. I due finiscono con lo spararsi a vicenda, e “Polniuman” ha la peggio rimanendo gravemente ferito. Raggiunto dai colleghi complici, Vasco soffoca infine il criminale.
Il giorno dopo Romeo, di fronte alle insistenze di Manuel, gli trova un giaciglio temporaneo sulla sua terrazza, poi si vede con “Daytona”, lentamente consumato dalla demenza senile: i due non si parlano da anni poiché il vecchio aveva mandato il suo ormai ex amico a fare un colpo che si era concluso con la morte del figlio del “Cammello” e la condanna dell'uomo a dodici anni tra carcere e manicomio criminale. “Daytona”, finora all'oscuro di tutto poiché Manuel non voleva farlo preoccupare, in uno slancio di lucidità affronta Vasco e Bruno intimando loro di lasciar perdere tutto e mette il figlio alla porta; i Carabinieri, per tutta risposta, poco dopo lo rapiscono e, non ottenendo collaborazione da un uomo perlopiù dedito a sragionare, lo uccidono. Poi, consultati dei fascicoli che collegavano il vecchio al “Cammello”, vanno nell’appartamento di questi mentre lui non c’è e gli piazzano un ricetrasmettitore sotto il tavolo.
Manuel prova a passare a casa sua ma, constatato che è sorvegliata da alcuni colleghi di Vasco, torna da Romeo il quale opta per accompagnare il giovane a prendere un treno alla stazione Tiburtina affinché lasci Roma. Durante il tragitto il ragazzo svela che Vasco, poco tempo prima, lo aveva fotografato mentre praticava una fellatio a un adulto in cambio di soldi: ecco come il Carabiniere ha potuto costringerlo a quell'incarico nella festa orgiastica ottenendo meno materiale di quanto richiesto ma comunque, alla fine, consegnato ai suoi committenti. Nonostante Vasco abbia quindi sistemato la faccenda con gli altolocati, Manuel resta comunque un testimone e quindi va eliminato.
Romeo torna poi a casa e, solo dopo aver spiegato alla moglie dove abbia portato Manuel, scopre la cimice; decide così di rimediare al suo errore. Sopraggiunge quindi in una stazione Tiburtina nel caos totale poiché molti treni sono stati fermati a causa degli incendi e dei cali di tensione. Qui trova Vasco e Bruno che stanno cercando il ragazzo. I due ROS ingaggiano una sparatoria col “Cammello”, che muore insieme a Bruno. Vasco, in fin di vita, prova a inseguire Manuel ma spira poco dopo su una panchina accanto ai binari.
Al commissariato, mentre alla televisione dicono che il politico da lui filmato all'orgia si è dimesso a causa di uno scandalo, Manuel incontra uno dei figli di Vasco e gli regala le sue cuffie; il giovane ringrazia. Intanto i blackout e gli incendi continuano.
Nella prima parte dei titoli di coda vengono ricordati “Polniuman”, il “Cammello” e “Daytona” con due foto della loro epoca d'oro intervallate da alcune brevi scene che illustrano la mesta fine dei loro cadaveri: i primi due sono portati all'obitorio, il papà di Manuel viene invece schiacciato da uno sfasciacarrozze assieme alla macchina in cui è rinchiuso.

## Produzione
Il regista Stefano Sollima ha raccontato così le riprese:
"Con Roma ho provato a fare due cose. La prima è quella di rappresentarla in una veste cinematograficamente mai vista, cioè la Roma delle strade, della viabilità. Ho voluto provare a raccontarla come di solito si fa con Los Angeles, quindi non tanto attraverso i suoi monumenti o i quartieri storici, quelli che la identificano maggiormente, quanto piuttosto come una città dove la gente è in continuo movimento. Poi è una Roma caratterizzata con elementi apparentemente distopici che hanno una funzione narrativa. Mi riferisco agli incendi, ai blackout, che però, per come li intendo io, sono anche di estremo realismo. Chiunque viva a Roma sa che ci sono stati roghi che hanno provocato situazioni non così dissimili da quella raccontata nel film, per non parlare dei blackout che anche quest'anno sono stati una costante nella vita quotidiana romana. Poi, chiaramente, nel film hanno una funzione drammaturgica, ci aiutano a raccontare quella che è l'ultima notte al mondo di queste tre vecchie leggende del crimine."
Poi, descrivendo il suo film, ha aggiunto:
"Al di là del contesto e del genere di appartenenza, considero Adagio la mia versione di un film intimista. Lo sfondo è dato dalla situazione criminale da film gangster e noir, ma al centro ci sono le relazioni umane, il rapporto padre e figlio. All'inizio l'unica cosa che conta sembra essere il denaro, che macina e distrugge qualsiasi tipo di relazione, sia essa familiare o amicale. Invece, a un certo punto, l'avidità lascia il posto a un semplice atto d'amore che non necessita nulla in cambio. In questo senso, dico che Adagio è un film, anche rispetto ad altri che ho fatto, più intimo, più sentimentale."
Le riprese sono iniziate il 5 settembre 2022 e sono andate avanti per circa due mesi. Tra le location selezionate ci sono la stazione Tiburtina, l'ospedale Forlanini, Piazza Ara Coeli, Piazza del Gesù e Largo Argentina, ma anche gli Studi di Cinecittà.

## Colonna sonora
La colonna sonora di Adagio è composta dai Subsonica, che hanno inoltre proposto come singolo l'omonimo brano. La band ha spiegato:
"Il respiro armonico di un tema di Boosta potenziato con una vera orchestra di 50 elementi supervisionata dal maestro Fabio Gurian, le obliquità di chitarre che vibrano in modo diverso a seconda delle scene, l'utilizzo visionario di un basso senza tasti, la batteria trasformata in un malleabile set percussivo e la voce utilizzata come strumento, ci hanno permesso di riprendere contatto con lo spirito da 'musica d'insieme' prima ancora di rimetterci a scrivere le canzoni per l'ultimo album. Con grande giovamento per quest'ultimo. [...] ispirati dalla trama di questo action movie crepuscolare, abbiamo scritto il testo e creato uno dei 'crescendo' più intensi della nostra discografia, per la chiusura dei titoli di coda. Poi non abbiamo resistito alla tentazione di usarlo anche come finale del nuovo album.” 
Per i titoli di coda, viene scelta "Tutto il resto è noia" di Franco Califano

## Distribuzione
Il primo teaser trailer del film è stato diffuso il 1º settembre 2023 , il secondo e definitivo il 10 novembre . Successivamente vengono proposti anche vari poster .
Il film è stato presentato in anteprima in concorso alla 80ª Mostra internazionale d'arte cinematografica di Venezia il 2 settembre 2023 e viene distribuito nelle sale cinematografiche italiane da Vision Distribution a partire dal successivo 14 dicembre . Dapprima annunciato come "film 6+", viene successivamente vietato ai minori di 14 anni .

## Incassi
Il film in Italia ottiene al botteghino un incasso superiore al milione e duecentomila euro.

## Riconoscimenti
- 2024 - David di Donatello[4][5]
  - Miglior compositore ai Subsonica
  - Candidatura al miglior attore non protagonista a Adriano Giannini
  - Candidatura alla migliore canzone originale (Adagio) ai Subsonica
  - Candidatura al miglior trucco a Antonello Resch, Lorenzo Tamburini, Michele Salgaro Vaccaro e Francesca Galafassi
  - Candidatura ai migliori effetti speciali visivi a Stefano Leoni e Flaminia Maltese

- 2023 - Mostra internazionale d'arte cinematografica
  - In concorso per il Leone d'oro[3]
- 2024 - Nastro d'argento
  - Miglior fotografia a Paolo Carnera
  - Premio Graziella Bonacchi a Gianmarco Franchini
  - Candidatura alla miglior regista a Stefano Sollima
  - Candidatura al miglior attore protagonista a Adriano Giannini
  - Candidatura al miglior attore non protagonista a Toni Servillo
  - Candidatura alla migliore scenografia a Paki Meduri
  - Candidatura alla migliore colonna sonora ai Subsonica
  - Candidatura alla migliore canzone originale (Adagio) ai Subsonica
- 2024 – Globo d'oro[17]
  - Miglior fotografia a Paolo Carnera
  - Candidatura alla miglior musica ai Subsonica